# Metropolitana di Macao
La metropolitana di Macao è un mezzo di trasporto che serve la città cinese di Macao.